# Carabbia
Carabbia è un quartiere di 615 abitanti del comune svizzero di Lugano, nel Canton Ticino (distretto di Lugano).

## Storia

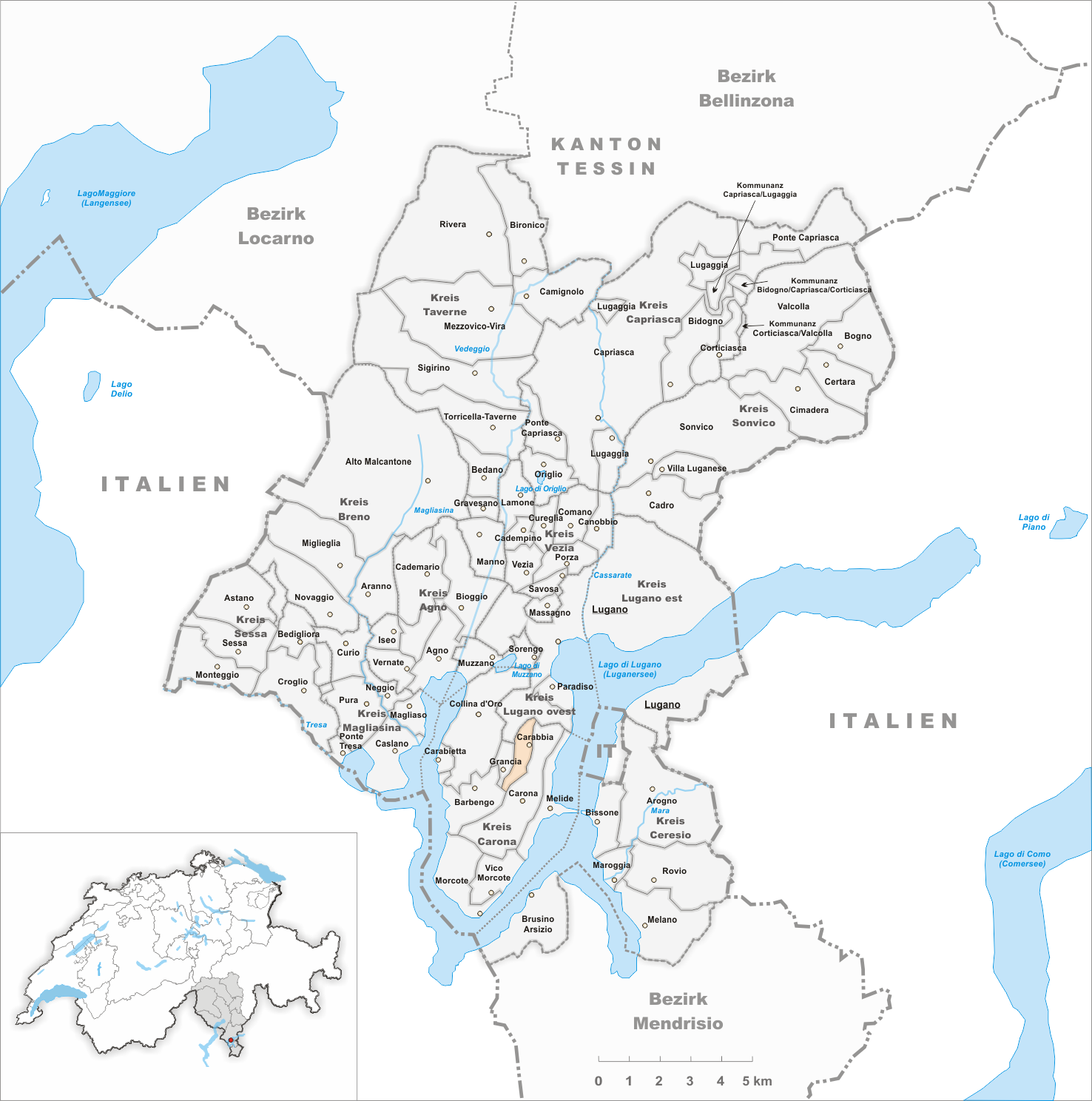
Il territorio del comune di Carabbia prima degli accorpamenti comunali del 2008

Già comune autonomo dal quale nel 1825 fu scorporata la località di Grancia, divenuta a sua volta comune autonomo, e che si estendeva per 1,07 km², nel 2008 è stato accorpato a Lugano assieme agli altri comuni soppressi di Barbengo e Villa Luganese.
Nel XIX secolo, sopra l'abitato, venne scavata la Grotta del tesoro, dove si sperava di trovare un filone argentifero.
L'attuale nome Carabbia deriva probabilmente da Carà (carreggiata), mentre risulta che nel Medioevo la famiglia dei nobili Della Torre di Mendrisio e il convento di Torello (a Carona) possedevano terreni a Carabio (il nome figura in documenti risalenti al 1270).

## Monumenti e luoghi d'interesse

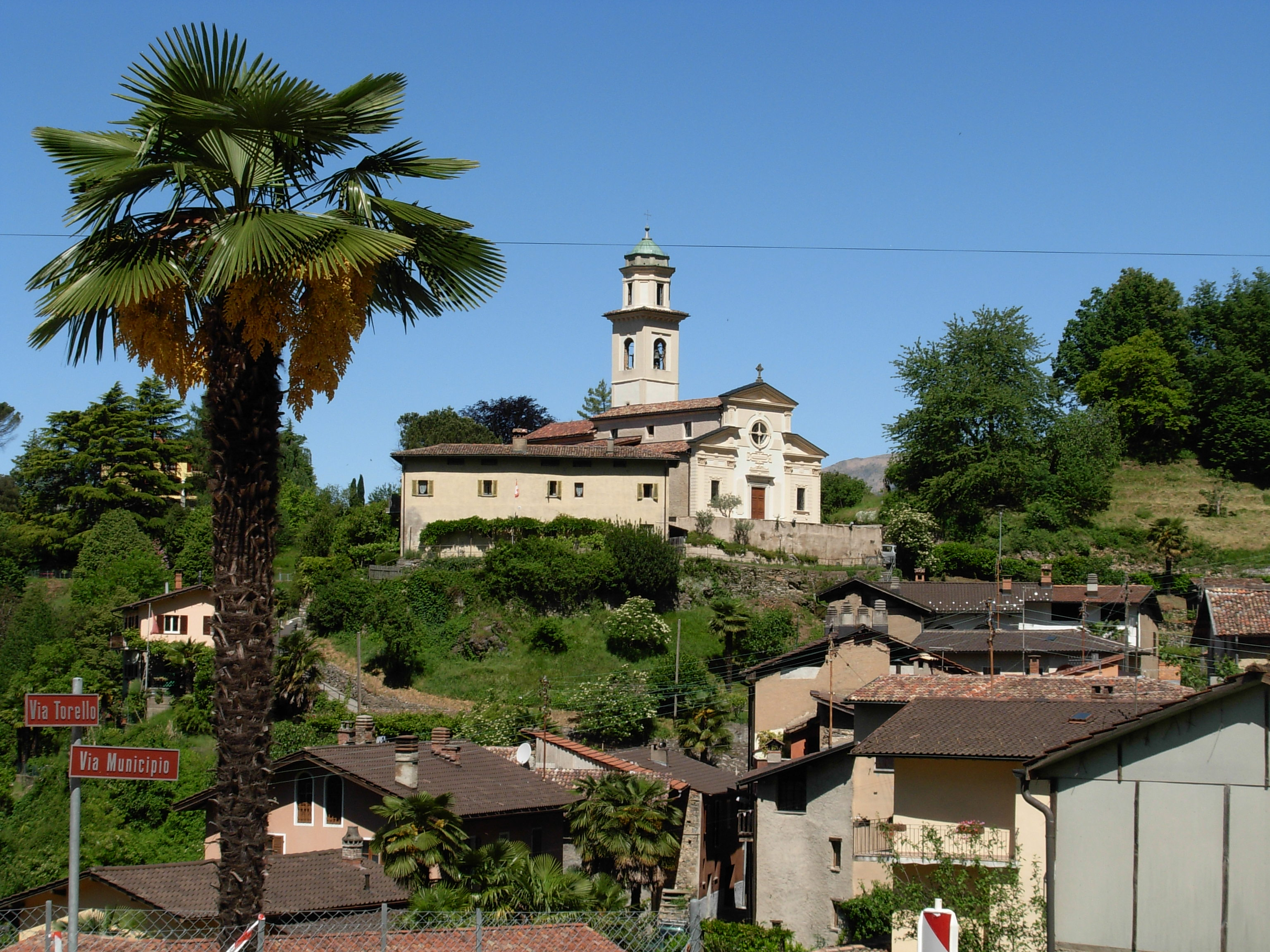
La chiesa parrocchiale di San Siro

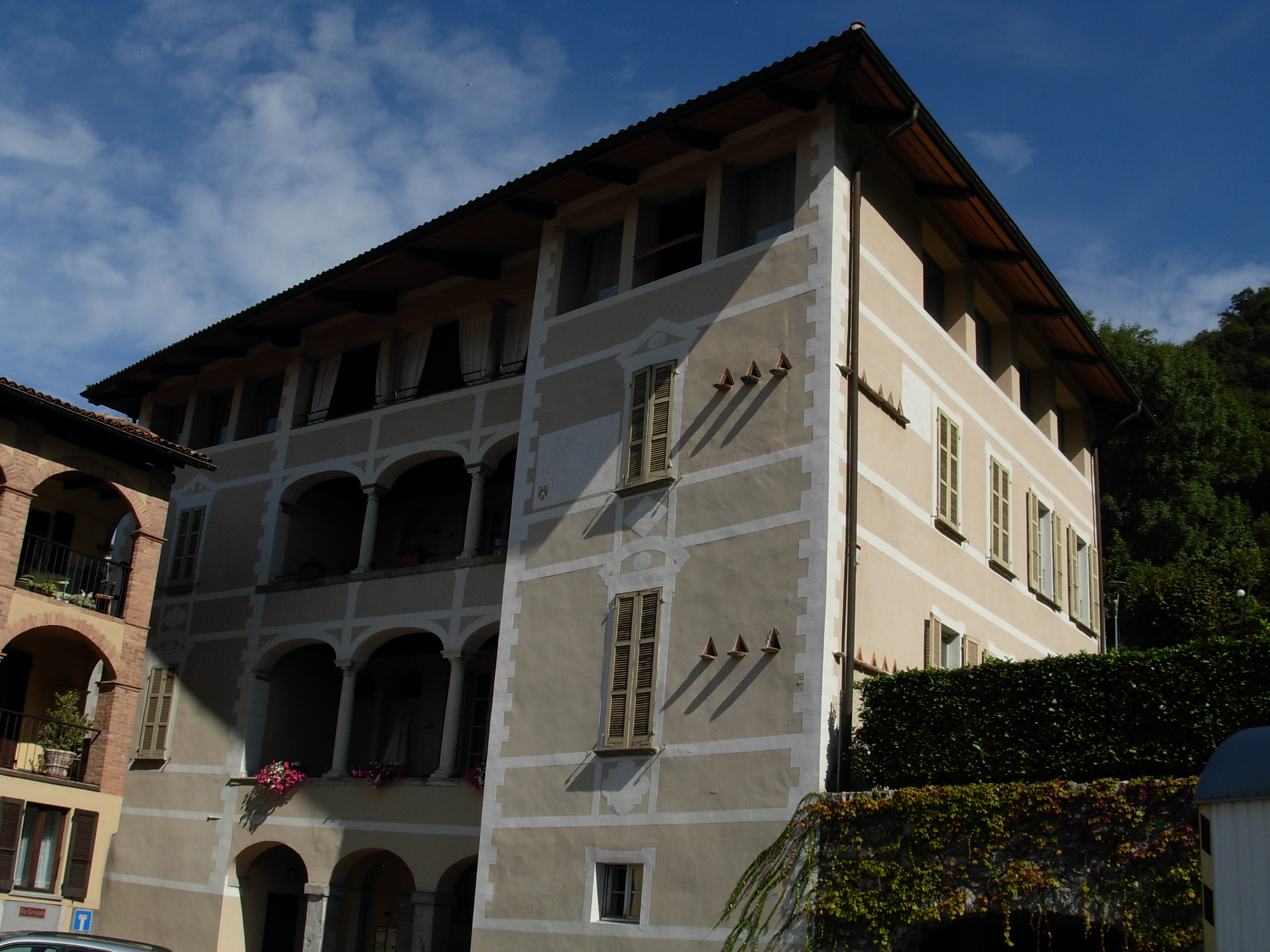
Casa Laurenti

- Chiesa parrocchiale di San Siro, documentata dal 1579[1];
- Casa Laurenti in piazza Balmelli, eretta nel XVII secolo[1][2];
- Il Conventino, edificio risalente al Settecento;
- Grotta del tesoro, (o Grand tresor), una cava di pirite aurifera scavata nel XIX secolo;
- Net-Werk, scultura dell’artista svizzero Rudolf Tschudin.

## Società

### Evoluzione demografica
L'evoluzione demografica è riportata nella seguente tabella:
Abitanti censiti

## Amministrazione
Ogni famiglia originaria del luogo fa parte del cosiddetto comune patriziale e ha la responsabilità della manutenzione di ogni bene ricadente all'interno dei confini del quartiere.